# Comerica Bank Challenger 1991
Il Comerica Bank Challenger 1991 è stato un torneo di tennis facente parte della categoria ATP Challenger Series nell'ambito dell'ATP Challenger Series 1991. Il torneo si è giocato a Aptos negli Stati Uniti dal 22 al 28 luglio 1991 su campi in cemento.

## Vincitori

### Singolare
Chuck Adams ha battuto in finale  Bryan Shelton con il punteggio di 6–3, 6–4

### Doppio
Nduka Odizor /  Bryan Shelton hanno battuto in finale  Miguel Nido /  Fernando Roese con il punteggio di 6–4, 6–3